# Benoît Melançon
Benoît Melançon, né le 20 septembre 1958 à Verdun (Montréal), est un professeur, écrivain et éditeur québécois.
Il a été directeur du Département des littératures de langue française de l’Université de Montréal ainsi que directeur scientifique des Presses de l’Université de Montréal. Il y dirige les collections « Socius » et « Profession ». En 2008, il a été élu membre de la Société royale du Canada.

## Biographie

### Auteur

#### Livres
Publiée en 1996, sa thèse de doctorat : Diderot épistolier. Contribution à une poétique de la lettre familière au XVIIIe siècle lui a valu le prix de l’Association des professeurs de français des universités et collèges du Canada ainsi que le prix Raymond-Klibansky de la Fédération canadienne des sciences humaines. Il fut aussi parmi les finalistes du prix du Gouverneur général du Canada et du prix Victor-Barbeau de l’Académie des lettres du Québec.
Benoît Melançon a édité ou coédité les Actes de plusieurs colloques. Il a également produit un glossaire humoristique Le village québécois d’aujourd’hui (2001) et sa version revue et augmentée, le Dictionnaire québécois instantané (2004), (tous deux publiés chez Fides), qui témoignent de son intérêt pour les questions de la langue au Québec. En mai 2005, il a fait paraître le collectif Le Savoir des livres aux Presses de l’Université de Montréal.
Avec son livre Les Yeux de Maurice Richard. Une histoire culturelle (2006), il a remporté le prix Richard-Arès 2006 de la Ligue d’action nationale du Québec et le prix Marcel-Couture 2007 du Salon du livre de Montréal. En 2009, il fut traduit en anglais par Greystone Books (Vancouver), sous le titre The Rocket. A Cultural History of Maurice Richard.

#### Revues et conférences
Il a dirigé neuf numéros de revue, les plus récents pour Lumen. Il a publié plus de deux cent cinquante articles et comptes rendus au Québec et à l’étranger, et présenté des dizaines de communications et de conférences.

### Chercheur
Ses recherches postdoctorales à l'Université Laval et à l'Université Paris X-Nanterre ont porté sur le séjour canadien de Louis-Antoine de Bougainville. Il s'intéresse particulièrement à l'histoire des représentations et à la poétique des formes, comme le montrent ses publications sur l'essai littéraire et sur la correspondance. Il est le correspondant canadien des revues Recherches sur Diderot et sur l'Encyclopédie et Dix-Huitième Siècle. Il a organisé ou coorganisé une douzaine de colloques, dont le XXVe Congrès de la Société canadienne d’étude du dix-huitième siècle.
Il collabore à de nombreuses revues et publications dont :
- Épistolaire, revue de l’Association interdisciplinaire de recherche sur l’épistolaire (Paris)
- Essays in French Literature (University of Western Australia)
- Revue électronique @nalyses (Université d’Ottawa)
- Revue de Bibliothèque et Archives nationales du Québec (Montréal)

Il est également membre des organismes suivants :
- Comité consultatif de l’édition de la correspondance de Mme de Graffigny (University of Toronto et Voltaire Foundation, Oxford)
- Comité d’honneur du centre de recherche Histoire et littérature de l’Université d’Orléans
- Comité scientifique de la collection «Classiques Garnier» pour le XVIIIe siècle
- MADONNA, Module analytique des originaux nébuleux noéticiens allodoxiques
- Collège de sociocritique de Montréal
- Société internationale d’étude du dix-huitième siècle (Vice-président de 1999 à 2003)
- Société canadienne d’étude du dix-huitième siècle (Président de 2000 à 2003)
- Centre universitaire de lecture sociopoétique de l'épistolaire et des correspondances (CULSEC).

Ses recherches actuelles portent sur le sport et la culture au Québec, sur les sociabilités intellectuelles et sur les marginalités littéraires à l’âge classique. Elles sont subventionnées, ou l’ont été, par :
- Le conseil de recherches en sciences humaines du Canada.
- Le Fonds pour la formation de chercheurs et l’aide à la recherche du gouvernement du Québec
- L'Université de Montréal
- Le Centre de coopération interuniversitaire franco-québécoise
- Le Programme d’aide à l’édition savante de la Fédération canadienne des sciences humaines
- L’Association internationale d’études québécoises[5]

### Livre numérique et carnet
Depuis quelques années, il est également très actif dans le domaine de la littératique, soit les relations entre littérature et informatique. Il a publié des textes sur ce sujet, notamment le livre Sevigne@Internet. Remarques sur le courrier électronique et la lettre (1996), qui lui a valu nombre de comptes rendus et d’entrevues à l’étranger. Il est webmestre de plusieurs sites Web, par exemple celui du Collège de sociocritique de Montréal, dont il est un des membres fondateurs. Depuis 1992, il distribue une bibliographie électronique du XVIIIe siècle : en octobre 2021, cette bibliographie en était à sa 488e livraison et elle comptait près de 57 000 titres.
Il est aussi l'auteur d'un carnet littéraire, L'Oreille tendue,.

## Publications

### Monographies
- Laurent Mailhot et Benoît Melançon, Le Conseil des arts du Canada 1957-1982, Montréal, Leméac, 1982, 400 p. (lire en ligne).
- Laurent Mailhot (avec la collaboration de Benoît Melançon), Essais québécois 1837-1983. Anthologie littéraire, Montréal, Hurtubise HMH, coll. « Cahiers du Québec. Textes et documents littéraires », 1984, 658 p. (lire en ligne).
- Benoît Melançon (dir.), Les facultés des lettres. Recherches récentes sur l’épistolaire français et québécois, Université de Montréal, Département d’études françaises, Centre universitaire pour la sociopoétique de l’épistolaire et des correspondances, février 1993, 241 p. (lire en ligne).
- Benoît Melançon (dir.), Les femmes de lettres. Écriture féminine ou spécificité générique ? Actes du colloque tenu à l’Université de Montréal le 15 avril 1994, Montréal, Université de Montréal, Département d’études françaises, Centre universitaire de lecture sociopoétique de l’épistolaire et des correspondances, 1994, 162 p. (lire en ligne).
- Benoît Melançon (dir.), Montréal 1642-1992. Le grand passage, Montréal, XYZ éditeur, coll. « Théorie et littérature », 1994, 229 p. (lire en ligne).
- Benoît Melançon, L’invention de l’intimité au siècle des Lumières, Nanterre, Centre des sciences de la littérature, Université Paris X-Nanterre, 1995.
- Benoît Melançon (dir.), Miscellanées en l’honneur de Gilles Marcotte, Montréal, Fides, 1995, 422 p. (lire en ligne).
- Benoît Melançon (dir.), Saint-Denys Garneau et La Relève. Actes du colloque tenu à Montréal le 12 novembre 1993, Montréal, Fides, coll. « Nouvelles études québécoises », 1995, 132 p. (lire en ligne).
- Benoît Melançon (préf. Roland Mortier), Diderot épistolier. Contribution à une poétique de la lettre familière au XVIIIe siècle, Montréal, Fides, 1996, 501 p. (présentation en ligne, lire en ligne).
- Michel Biron (dir.), Lettres des années trente. Actes du colloque d’Ottawa, Ottawa, le Nordir, 1996, 142 p. (lire en ligne).
- Benoît Melançon, Sevigne@Internet. Remarques sur le courrier électronique et la lettre, Montréal, Fides, coll. « Les grandes conférences », 1996 (lire en ligne), p. 57.
- Penser par lettre. Actes du colloque d’Azay-le-Ferron, Montréal, Fides, 1998, 375 p. (lire en ligne).
- Benoît Melançon et Pierre Popovic, Le Village québécois d’aujourd’hui. Glossaire, Montréal, Fides, 2001, 147 p..
- Hamel Yan (dir.) et Geneviève Lafrance, Des mots et des muscles ! Représentations des pratiques sportives, Québec, Nota bene, 2005, 274 p. (lire en ligne).
- Benoît Melançon (en collaboration avec Pierre Popovic), Dictionnaire québécois instantané, Montréal, Fides (lire en ligne).
- Le savoir des livres, Montréal, Presses de l’Université de Montréal, 2005, 126 p. (lire en ligne).
- Benoît Melançon, Les yeux de Maurice Richard. Une histoire culturelle, Montréa, Fides, 2006, 279 p. (lire en ligne)18 illustrations en couleurs; 24 illustrations en noir et blanc.
- Benoît Melançon, Bangkok. Abécédaire. Notes de voyage, Montréal, Del Busso éditeur, 2009, 64 p..
- Voltaire à la radio canadienne. Textes de Louis Pelland présentés et annotés par Joël Castonguay-Bélanger et Benoît Melançon, Montréal, Del Busso éditeur, 2013, 87 p. (ISBN 978-2-923792-40-8).
- Langue de puck. Abécédaire du hockey  (ill. Julien Del Busso), Montréal, Del Busso éditeur, 2014, 125 p. Préface de Jean Dion (ISBN 978-2-923792-42-2).
- Le niveau baisse ! (et autres idées reçues sur la langue, Montréal, Del Busso éditeur, 2015, 118 p. (ISBN 978-2-923792-72-9).
- L'oreille tendue, Montréal, Del Busso éditeur, 2016, 411 p. (ISBN 978-2-923792-99-6)Reprend 300 textes publié sur son blogue à propos de la langue.

### Publications numériques
(mars 2021).
Disponibles sur le site Web de l'auteur 
- « Yvon Boucher : Morceaux moisis », Voix et images, vol. 8, no 1, automne 1982, p. 152-153.
- « Le “mock-book” », trad. d’un article de William Kinsley, Études françaises, vol. 18, no 2, automne 1982, p. 43-60 (lire en ligne).
- « VLB personnage et institution (notes) », Études françaises, vol. 19, no 1, printemps 1983, p. 5-16 (lire en ligne).
- « Yves Thériault et l’institution littéraire québécoise / Hélène Lafrance », Voix et images, vol. 10, no 1, automne 1984, p. 174-175 (lire en ligne).
- « Le Spectacle de la littérature / Robert Giroux et Jean-Marc Lemelin (édit.) », Voix et images, vol. 10, no 2, automne 1985, p. 205-206 (lire en ligne).
- « Beaulieu, Victor-Lévy », dans l’Encyclopédie canadienne, 1985-1987.
- « Cité libre », dans l’Encyclopédie canadienne, 1985-1987.
- « Littérature populaire de langue française », dans l’Encyclopédie canadienne, 1985-1987.
- « Sexe et association dans Tristram Shandy et Gravity’s Rainbow », trad. d’un article de William Kinsley. Études françaises, vol. 22, no 1, printemps 1986, p. 37-51 (lire en ligne).
- « Une tradition en crise (Grande-Bretagne) », trad. d’un article de Robert Young, Études françaises, vol. 23, no 1-2, automne-hiver 1987-1988, p. 47-74 (lire en ligne).
- « Du dialogue : la Correspondance de Diderot. État présent », Études françaises, vol. 23, no 3, hiver 1988, p. 147-162 (lire en ligne).
- « État présent des études sur la correspondance de Diderot », Recherches sur Diderot et l’Encyclopédie, no 6, avril 1989, p. 131-146 (version augmentée et mise à jour du texte précédent) (lire en ligne).
- « La Littérature québécoise et l’Amérique. Guide bibliographique », Montréal, Université de Montréal, Faculté des arts et des sciences, Département d’études françaises, Centre de documentation des études québécoises, coll. « Rapports de recherche », no 6, mai 1989, 39 p.
- « La Littérature montréalaise des communautés culturelles. Prolégomènes et bibliographie », Montréal, Université de Montréal, Faculté des arts et des sciences, Département d’études françaises, Groupe de recherche Montréal imaginaire, mars 1990, 31 p.
- « Présentation » [du numéro « L’Amérique de la littérature québécoise »], Études françaises, vol. 26, no 2, automne 1990, p. 5-7 (lire en ligne).
- « La fiction de l’Amérique dans l’essai contemporain : Pierre Vadeboncœur et Jean Larose », Études françaises, vol. 26, no 2, automne 1990, p. 31-39 (lire en ligne).
- « La littérature québécoise et l’Amérique. Prolégomènes et bibliographie », Études françaises, vol. 26, no 2, automne 1990, p. 65-108 (lire en ligne).
- « Le statut de la langue populaire dans l’œuvre d’André Belleau ou La reine et la guidoune », Études françaises, vol. 27, no 1, printemps 1991, p. 121-132 (lire en ligne).
- « La littérature montréalaise et les ghettos », Voix et images, no 48 (vol. 16, no 3), printemps 1991, p. 482-492 (lire en ligne).
- Sommaire de « Diderot épistolier. Éléments pour une poétique de la lettre au XVIIIe siècle », Montréal, Université de Montréal, thèse de doctorat, septembre 1991, 2 vol., xxv/495 p. Dir. : Christie McDonald.
- « Congrès annuel de la Société canadienne d’étude du dix-huitième siècle. “La rencontre de deux mondes : découvertes, discours & redécouvertes au XVIIIe siècle”. Saint-Jean, Terre-Neuve, 14-18 octobre 1992 », Bulletin de l’AIRE (Association interdisciplinaire de recherche sur l’épistolaire, Paris), no 10, décembre 1992, p. 18-19.
- « Pour une lecture sociale de la correspondance de Saint-Denys Garneau », Voix et images, no 58 (vol. 20, no 1), automne 1994, p. 96-106 (lire en ligne).
- « Présentation » [du numéro « Faire catleya au XVIIIe siècle. Lieux et objets du roman libertin »], Études françaises, vol. 32, no 2, automne 1996, p. 3-6. Avec Jean Goulemot (lire en ligne).
- « Faire catleya au XVIIIe siècle », Études françaises, vol. 32, no 2, automne 1996, p. 65-81 (lire en ligne).
- « Repères bibliographiques », Études françaises, vol. 32, no 2, automne 1996, p. 87-93. Jean Goulemot (lire en ligne).
- « Les cataractes de Chassaignon », Tangence, no 57, mai 1998, p. 72-86. Revue publiée par l’Université du Québec à Rimouski (lire en ligne).
- « Présentation » [du dossier « Poésie québécoise et histoire littéraire »], Voix et images, no 71 (vol. 24, no 2), hiver 1999, p. 243-246. Avec Michel Biron.
- « Lumières et Internet », Études françaises, vol. 36, no 2, 2000, p. 87-98 (lire en ligne).
- « Le cabinet des curiosités épistolaires », Revue de l’AIRE (Association interdisciplinaire de recherche sur l’épistolaire, Paris), no 24, printemps-été 2000, p. 48-50. Ce texte porte sur le « spam » ou « pourriel » / « polluriel ».
- « I’d Love to be Thrilled: The Current State of Eighteenth-Century French Studies », résumé d’une conférence présentée devant le Eighteenth-Century Studies Group de l’Université de Calgary le 8 mars 2000.
- « I’d Love to Be Thrilled. The Current State of Eighteenth-Century French Studies », conférence présentée devant le Eighteenth-Century Studies Group, University of Saskatchewan, Saskatoon, 9 mars 2000.
- « Le courrier électronique », Musée canadien des civilisations, 2001 (allez à l’entrée pour l’année 1990).
- « Marivaux et la Double Inconstance », les Cahiers du Théâtre français (Centre national des arts, Ottawa), vol. 1, no 1, septembre 2001, p. 7-8.
- « Mot du Président », Bulletin de la Société canadienne d’étude du dix-huitième siècle, hiver 2002.
- « Histoires de lire : demain, aujourd’hui, hier », dans les Futurs possibles du livre, Actes numériques du colloque des 15 et 16 novembre 2001, Montréal, Grande bibliothèque du Québec, 2002. Repris dans Christian Vandendorpe et Denis Bachand (édit.), Hypertextes. Espaces virtuels de lecture et d’écriture, Québec, Éditions Nota bene, coll. « Littérature(s) », 2002, p. 77-87.
- « Mot du Président », Bulletin de la Société canadienne d’étude du dix-huitième siècle, automne 2002.
- « Sommes-nous les premiers lecteurs de l’Encyclopédie ? », communication au colloque « Les défis de la publication sur le Web : hyperlectures, cybertextes et méta-éditions », Lyon, 9 - 11 décembre 2002. Publication : Melançon, Benoît, « Sommes-nous les premiers lecteurs de l’Encyclopédie ? », dans Jean-Michel Salaün et Christian Vandendorpe (édit.), les Défis de la publication sur le Web : hyperlectures, cybertextes et méta-éditions, Lyon, Presses de l’ENSSIB (École nationale supérieure des sciences de l’information et des bibliothèques), coll. « Référence », 2004, p. 145-165 et p. 285.
- « Mot du Président », Bulletin de la Société canadienne d’étude du dix-huitième siècle, hiver 2003.
- « Mot du Président », Bulletin de la Société canadienne d’étude du dix-huitième siècle, été 2003.
- « Note de l’éditeur », dans le Cannabis. Rapport du Comité spécial du Sénat sur les drogues illicites. Version abrégée, Montréal, Presses de l’Université de Montréal, coll. « Champ libre », 2003, p. 19-20.
- « Préface », dans Maryse Gagnon et Francis Farley-Chevrier, Guide de la recherche documentaire, Montréal, Presses de l’Université de Montréal, 2004, p. 9-10.
- « Qu’est-ce qu’un livre savant ? », dans Benoît Melançon (édit.), le Savoir des livres, Montréal, Presses de l’Université de Montréal, 2005, p. 9-39.
- « La glande grammaticale » suivi d’un « Petit lexique (surtout) montréalais », Cités. Philosophie. Politique. Histoire, no 23, 2005, p. 233-241 (lire en ligne).
- « Les études dix-huitiémistes au Canada », Bulletin de la Société française d’étude du dix-huitième siècle, troisième série, no 58, octobre 2005, p. 2-4.
- « Introduction », dans les Yeux de Maurice Richard. Une histoire culturelle, Montréal, Fides, 2006, p. 9-13.
- « Introduction », dans les Yeux de Maurice Richard. Une histoire culturelle, Montréal, Fides, 2008, p. 11-15.
- « Scènes de la vie de colloque (extraits) », le Pied (journal de l’Association des étudiants du Département des littérature de langue française de l’Université de Montréal), no 4, 29 février 2008, p. 12-13.
- « L’édition scientifique et le numérique aux Presses de l’Université de Montréal », présentation au Congrès annuel de la Fédération canadienne des sciences humaines (Ottawa, Ontario), 7 mars 2009.
- « Éditer des revues savantes : le point de vue des presses universitaires », Études françaises, vol. 50, no 3,‎ 2014, p. 105-114 (lire en ligne).
- « Un roman, ses langues. Prolégomènes », Études françaises, vol. 52, no 2,‎ 2016, p. 105-118 (lire en ligne).

## Prix et distinctions
- 1996

Finaliste : Prix du Gouverneur général du Canada
Finaliste : Prix Victor-Barbeau de l'Académie des lettres du Québec
Gagnant : Prix de l'Association des professeurs de français des universités et collèges du Canada
Gagnant : Prix Raymond-Klibansky de la Fédération canadienne des sciences humaines
- 2006

Gagnant : Prix Richard-Arès 2006 de la Ligue d'Action nationale du Québec
- 2007

Gagnant : Prix Marcel-Couture 2007 du Salon du livre de Montréal
- 2011

Gagnant : Acfas Prix André-Laurendeau en sciences humaines
- 2012

Gagnant : Prix Georges-Émile-Lapalme Prix du Québec